# Молдобасанов, Калый Молдобасанович
Калы́й Молдобаса́нович Молдобаса́нов (кирг. Калый Молдобасанович Молдобасанов; 28 сентября 1929, Терек, Киргизская АССР — 29 мая 2006, Бишкек, Киргизская Республика) — советский, киргизский композитор, дирижёр, музыкальный педагог, общественный деятель. Герой Социалистического Труда (1991). Народный артист СССР (1979). Лауреат Государственной премии СССР (1976).

## Биография
Родился 28 сентября 1929 год в селе Терек (бывшее село им. Калинина) (ныне — Ак-Талинский район Нарынской области) в семье известного сказителя эпоса «Манас» и малых эпосов, акына и комузиста, народного артиста Киргизской ССР Молдобасана Мусулманкулова.
С 12 лет выступал как артист в оркестре киргизских народных инструментов под руководством П. Ф. Шубина Киргизской филармонии.
В 1945—1950 годах, продолжая работу в оркестре, учился во Фрунзенском музыкально-хореографическое училище им. М. Куренкеева (ныне Бишкекское хореографическое училище им. Ч. Базарбаева) (класс скрипки и дирижирования), в 1950—1954 годах — в национальной студии при Московской консерватории им. П. Чайковского (класс дирижирования Л. М. Гинзбурга).
С 1954 года — дирижёр Киргизского театра оперы и балета им. А. Малдыбаева (в 1966—1973 годах — главный дирижёр).
С 1955 года преподавал композицию во Фрунзенском музыкально-хореографическое училище им. М. Куренкеева, а после окончания в 1975 году Киргизского института искусств им. Б. Бейшеналиевой остался преподавать в нём на кафедре композиции. В 1983—1986 годах — ректор Киргизского института искусств им. Б. Бейшеналиевой, с 1989 года — заведующий кафедры оперной подготовки. С 1978 года —доцент, с 1983 — профессор.
С 1964 года — член, с 1967 — заместитель председателя, с 1979 — председатель правления Союза композиторов Киргизской ССР и секретарь правления Союза композиторов СССР.
Член КПСС с 1968 года. Депутат Верховного Совета Киргизской ССР с 1975 года. Народный депутат СССР с 1989 года. В 1992 году совместно с Насыром Давлесовым написал музыку Государственного гимна Киргизской Республики.
Умер 29 мая 2006 года в Бишкеке. Похоронен на Ала-Арчинском кладбище.

## Награды и звания
- Герой Социалистического Труда (1991)
- Заслуженный деятель искусств Киргизской ССР (1967)
- Народный артист Киргизской ССР (1974)[2]
- Народный артист СССР (1979)
- Государственная премия СССР (1976) — за балет-ораторию «Материнское поле», поставленный на сцене Киргизского ГАТОБ (1975)
- Государственная премия Киргизской ССР имени Токтогула Сатылганова
- Орден Ленина (1991)
- Орден Трудового Красного Знамени (1986)
- Орден «Знак Почёта» (1958)
- Орден «Манас» I степени (2003)[3]
- Орден «Манас» III степени (1997)
- Медаль «В ознаменование 100-летия со дня рождения Владимира Ильича Ленина»
- Медали
- Почётный гражданин Бишкека.
- Памятная золотая медаль «Манас-1000» (1995)[4]

## Творчество

### Дирижирование
Оперы:
- 1966 — «Манас» В. Власова, В. Фере и А. Малдыбаева
- 1967 — «Неизвестный солдат» («Брестская крепость») К. Молчанова
- 1968 — «Отелло» Дж. Верди
- 1972 — «Борис Годунов» М. Мусоргского
- 1986 — «Айчурек» («Лунная красавица») В. Власовыа, В. Фере и А. Малдыбаева

Балеты:
- 1967 — «Асель» В. Власова (по повести Ч. Айтматова «Тополёк мой в красной косынке»)

### Основные сочинения
Балеты:
- комический балет «Куйручук» (совместно с Г. Окуневым, 1958)
- балет-оратория «Материнское поле» (по Ч. Айтматову, 1975)
- «Жаныл-Мырза» (совместно с М. Бурштиным, 1984)
- «Сказ о Манкурте» (по Ч. Айтматову, 1985)

Кантаты:
- «Цвети, Кыргызстан» (слова Т. Кожомбердиева, 1967)
- «Молодёжная кантата» (1969)
- «Ликуй, Кыргызстан» (слова Т. Кожомбердиева, 1974)
- «Цветущий город» (1979, к 100-летию города Фрунзе).

Оратории:
- «Слава Кыргызстану» (1972), «Цветущий город» (1979), «Партия — наше счастье» (1985), ода «Кыргызстан» (1986)

Для симфонического оркестра:
- Медленный танец (1955)
- Концертный вальс (1963)
- Два танца (1963)
- симфонические танцы: «Юность», «Танец труда» (1957), «Весенний вальс», «Танец тюльпанов» (1958), «Лирический танец» (1983)
- сюиты: из балета «Куйручук» (совм. с Г. Окуневым, 1958), Танцевальная сюита (1963), «Балетная» (1969), из балета «Жаныл-Мырза» № 1 и 2 (1983), из балета «Сказ о Манкурте» № 1 и 2 (1985), «Люди наших дней» (хореографическая, 1962), «Семетей, сын Манаса» (1982)
- симфонические картины: «Легенда» (1977), «В стане Манаса» (1978)
- «Праздничный кюй» (1983)
- концерт для гобоя с оркестром (1976)

Другое:
- марши для духового оркестра, в том числе Торжественный марш (1957), произведения и обработки для оркестра кыргызских народных инструментов, камерно-инструментальные пьесы, хоры, песни, романсы на слова А. Токомбаева, А. Осмонова, А. Токтомушева
- камерно-инструментальные сочинения, вокальные циклы, в т.ч «Мы — счастливые дети» (на слова Т. Кожомбердиева, 1982), сборники — «24 детские пьесы для фортепиано» (1964), «Пять пьес для виолончели с фортепиано» (1967), 10 пьес для скрипки и фортепиано (1963), пьесы для гобоя, тромбона, трубы (Марш, 1968) и других инструментов, музыка к спектаклям, в том числе «Семетей, сын Манаса» Ж. Сыдыкова (1982), «Сейтек» (1989), «Манас великодушный» (1986), к кинофильмам

музыка к фильмам:
- «Зеница ока» (1976)
- «Каныбек» (1978)

## Память
- В 2012 году постановлением правительства Кыргызской Республики имя К. Молдобасанова присвоено Кыргызской национальной консерватории
- В селе Баетово установлен бюст Калыя Молдобасанова[5].